# Арбанаси (Рудо)
Арбанаси су насељено мјесто у општини Рудо, Република Српска, БиХ. Према попису становништва из 1991. у насељу је живјело 61 становника.

## Становништво
| Националност       | 1991.       | 1981. | 1971. | 1961. |
| Муслимани          | 60 (98,36%) |       |       |       |
| остали и непознато | 1 (6,64%)   |       |       |       |
| Укупно             | 61          | '     | '     | '     |

| Демографија | Демографија | Демографија |
| Година      | Становника  | Становника  |
| ----------- | ----------- | ----------- |
| 1991.       | 61          |             |